# Акимов, Сергей Игоревич
Сергей Игоревич Акимов (15 октября 1976, Москва, СССР) — российский хоккеист, нападающий. Мастер спорта. Серебряный призёр чемпионата Европы среди юниоров 1994 года.

## Биография
С пяти лет начал заниматься в школе ЦСКА. С 1995 года стал играть за команду В. В. Тихонова. После разделения клуба, поскольку в тот период должен был находиться в армии, на время перешёл в ХК ЦСКА к Волчкову. Через три года служба закончилась, и Акимов вернулся к Тихонову.В сезоне 2000/01 выступал в составе ярославского «Локомотива», сыграв в 25 матчах, заработав 4 очка по системе гол+пас (2+2) и уфимского «Салавата Юлаева», отыграв в 14 встречах и заработав 8 (4+4) очков.
В 2001 году вернулся в ЦСКА, в котором провёл ещё один сезон, сыграв в 45 матчах и заработав 13 очков (6+7).
Сезон 2002/03 провёл в составе московских «Крыльев Советов» — 36 матчей, 7 очков (3+4).
С сезона 2003/04 вновь выступал в составе «Салавата Юлаева», проведя за клуб полтора сезона, сыграв за это время в 74 матча, заработав 20 очков (12+8). В середине сезона 2004/05 перебрался в новосибирскую «Сибирь», в которой выступал по 2007 год — 89 матчей, 26 очков (10+16).
Последний в истории чемпионат России 2007/08 провёл в составе хабаровского «Амура» — 51 матч, 23 очка (11+12).
C образованием Континентальной хоккейной лиги подписал контракт с московским «Спартаком», в котором провёл сезон 2008/09 — 38 матчей, 12 очков (6+6).
Сезон 2009/10 начал в составе «Амура», однако проведя в составе хабаровчан всего два матча, был отдан в аренду до конца сезона в ангарский «Ермак», за который провёл 6 встреч и заработал 6 очков (2+4).
Сезон 2011/12 провёл в Высшей хоккейной лиге, выступая за клуб «Рязань» — 15 матчей, 2 очка (1+1).

## Национальная карьера
Выступал в составе юниорской сборной России по хоккею. На чемпионате Европы 1994 года завоевал серебряные медали первенства, проведя 5 матчей
и отдав одну результативную передачу.

## Достижения
- Серебряный призёр чемпионата Европы среди юниоров 1994 года.